# Aquila verreauxii
L'aquila di Verraux (Aquila verreauxii Lesson, 1831) è un uccello rapace appartenente alla famiglia Accipitridae, diffuso nell'Africa centro-meridionale ed in alcune zone del Medio Oriente.

## Descrizione
Lunghezza da 75 a 95 cm.
Peso tra i 3,7 ed i 4,5 kg.
Apertura alare sino a 220 cm.

## Biologia
Preda mammiferi, tra cui soprattutto roditori, ed altri uccelli.

## Distribuzione e habitat
Vive in quasi tutta l'Africa, specialmente nelle zone montuose dell'Africa subsahariana, e in Medio Oriente.